# MarineTraffic
MarineTraffic — проект, основанный на сообществе, который предоставляет информацию в реальном времени о движении судов и текущем местоположении судов в гаванях и портах. База данных информации о судах включает, например, данные о месте их постройки, а также размеры судов, валовую вместимость и номер ИМО. Пользователи могут отправлять фотографии судов, которые могут оценить другие пользователи.
Местоположение судов показано на фоне Google Maps с помощью Google Maps API, Nautical Charts и OpenStreetMap.
Услуги MarineTraffic можно использовать бесплатно; дополнительные расширенные функции доступны за дополнительную плату.
Ежемесячно сайт посещают шесть миллионов посетителей. В апреле 2015 года у сервиса было 600 тыс. зарегистрированных пользователей.

## Принцип работы
Данные собираются от более чем 18 тыс. добровольцев с автоидентификационной системой, в более чем 140 странах по всему миру. Информация, предоставляемая оборудованием AIS, такая как уникальная идентификация, местоположение, курс и скорость, затем передается на основные серверы MarineTraffic для отображения через веб-сайт в режиме реального времени. Сайт использует Google Maps в качестве базового картографирования.

## История
MarineTraffic изначально разрабатывался как академический проект Эгейского университета в Эрмуполи, Греция.
В конце 2007 года профессор Димитрис Леккас опубликовал его как пробную версию.

## Сообщество
MarineTraffic сильно зависит от сообщества радиолюбителей или владельца станции AIS, фотографов и переводчиков.